# 波士顿学院
波士頓學院（英語：Boston College，縮寫BC）是美国一所位于麻薩諸塞州栗樹山的天主教會研究型大學。波士頓學院建立於1863年，距離波士頓市區約有6英里。古老的校園內擁有北美洲最早的哥特式建築，並被列入歷史遺跡受到保護。波士頓學院是一個採取男女合校教育的大學，大學部學生約有9,100人，研究所則有4,600人。波士頓學院是舊耶穌會會員校的其中之一，屬於一典型教會學校。波士頓學院的校名雖稱作“學院”，但事實上是全美一級國家級大學的成員之一。
波士頓學院每年頒發超過3,800個學位，廣及50個學術領域、十一個系所。全校641個專任教員都同時致力於教學和研究工作上，並且在最近十年都獲得研究的獎勵及授證認可，為波士頓學院創下新的紀錄。 波士頓學院的各個專業學術領域部門，稱之為“學校”，就像一般大學的“學院”一樣。包括有神學院、藝術與科學學院、藝術與科學研究所（共有人文學、社會科學、自然科學三大部分，60個博士學位）、管理學校、教育學校、護理學校、社會工作學校、波士頓學院法律學校、進修學院等。 在波士頓學院，教學和研究這兩項工作是教授們最重要的責任，研究行為多數傾向於發展改善真實社會現況和人類文明產將研究結果回饋到社會。波士頓學院的研究者在教導學生如何有系統的陳述問題及尋求解答時，傾向於加強學生完整的技術認知，並以人文關懷的角度註意現實生活的真實情況。
波士頓學院的知名校友包括前任國務卿、前美國總統候選人約翰·克里及谷歌、蘋果、JP摩根等眾多跨國公司高階經理人。波士頓學院在2006年被列為全美25所“新常春藤”名校之一。
在美國東北部地區享有極高聲望。波士頓學院在美國高中生報考最熱門的10所大學中名列第8位，校內國際學生比例較低。熱門專業包括金融、會計學、傳播學、英語、文學、政治學、政府學和歷史學等。

## 特色
波士頓學院有一百一十六英畝的校園，座落於一個開放的郊區，距離波士頓市中心約有六英里，而聯外道路正好有一條通往市中心的電車軌道，那條電車路線已經有一百零三年的歷史。
在校園裡，四處都可以感受得到波士頓學院特有的人文氣息。或許因為是教會學校，學校中的建築物顯現出莊重的校風。寧靜而輕鬆的氣氛，是波士頓學院給予外界的第一印象。在大波士頓地區的民眾對於波士頓學院的印象多為小巧玲瓏、專精、教學嚴謹且十分低調的一流學府。一直以來，波士頓學院極少廣告宣傳自己，寧願將資源投入在辦學上。波士頓學院的校友捐款基金約為20億美金，在麻州僅次於哈佛大學。校方相當重視學術交流和研究討論，校方成立學生研究討論會，由各個領域的學生推派一個代表參加，每周聚會一次，各自從自己的研究領域針對特定主題提出意見和看法，而聚會的經費全部由學校負責。
除了校風純樸、研究自由度高之外，最特別的是波士頓學院有一位研發了近代護理界最具影響力理論的教授，也就是創造了“羅氏適應理論”的寇裡斯塔·羅依修女(sister Callisita Roy)。 十多年前，羅依修女前來波士頓學院任教。當時護理學校正計畫開辦博士班，對師資方面的要求相當註重，於是就重金禮聘羅依修女前去擔任客座教授。後來羅依修女對於波士頓學院的研究環境和校風相當喜歡，即答應繼續留下來成為護理學校的專任教授。

## 院系設置
- 管理學院 Carroll School of Management
- 法學院   Boston College Law School
- 文理學院 College of Arts & Sciences
- 教育學院 Lynch School of Education
- 護理學院 Connell School of Nursing
- 社會工作學院 School of Social Work
- 神学院 School of Theology and Ministry

## 排名
波士頓學院於全美大學綜合排名中名列第37名（2025年U.S. News）。
校內最著名之商學院 （页面存档备份，存于）（Carroll School of Management）大學部排名全美第3（2016年Bloomberg Businessweek）；大學學科金融專業排名美國第7名（2025年U.S. News），世界第7名（2022年ARWU）。
商學院研究所(MBA)2023年名列全美第42名（2023年U.S.News and World Report）；2016年名列全美第31名，世界第67名（2019年Financial Times）；2012年名列全美第34名（2012年U.S.News and World Report）；2010年名列全美第23名，世界第47名（2010年Financial Times）。金融研究所(MSF)2015年排名全美第2，世界第17名，僅次於麻省理工學院（2015年Financial Times）。
其法學院名列全美第29名；其社會學課程排名全美第10名，在大波士頓地區排名僅次於哈佛大學。在天主教範圍内，神學院多年来排名穩居世界第一。
| 綜合排名              | 綜合排名 |
| 全球名次              | 全球名次 |
| --------------------- | -------- |
| 《ARWU》主排名        | 501–600  |
| 《QS》主排名          | 631–640  |
| 《泰晤士》主排名      | 251–300  |
| 《美國新聞》全球版    | 625      |
| 全国名次              |          |
| 《華爾街》/《泰晤士》 | 100      |
| 《福布斯》            | 59       |
| 《美國新聞》本地版    | 37       |
| 《華盛頓月刊》        | 50       |

| Biological Sciences | 112 |
| Business            | 48  |
| Chemistry           | 52  |
| Economics           | 25  |
| Education           | 19  |
| English             | 51  |
| History             | 41  |
| Law                 | 29  |
| Nursing–Anesthesia  | 22  |
| Nursing: Master's   | 27  |
| Physics             | 71  |
| Political Science   | 61  |
| Psychology          | 53  |
| Social Work         | 10  |
| Sociology           | 42  |

| Arts & Humanities                | 188 |
| Chemistry                        | 304 |
| Economics & Business             | 53  |
| Social Sciences & Public Health  | 335 |
| Theology, Divinity, and Religion | 7   |

## 公共交通
波士顿轻轨绿线B支线的终点站即为波士顿学院站。从校园出发坐轻轨到市中心Park Street站（可换乘波士顿地铁红线）车程40分钟，到Boylston Street站（位于波士顿公园东南角，距波士顿唐人街200米）约38分钟，到Copley站（三一教堂，波士顿公共图书馆所在地）约半小时，到波士顿大学约20分钟，到Allston亚洲餐馆区（Harvard Avenue站）15分钟。